# デイブレイカー
『デイブレイカー』（原題: Daybreakers）は、2008年製作のアメリカ合衆国・オーストラリア合作のSFホラー映画。第23回東京国際映画祭特別招待作品。

## ストーリー
人口の9割がヴァンパイアという近未来の地球。生き残った人間は、ある者は捕らえられ人血生成の糧として使われ、またある者は生きるため逃げ惑っていた。しかし、人間の数は年々減少し、ヴァンパイアたちは血に飢え始めていた。大手血液製造会社に勤務する研究員・エドワードは、代替血液の製造を任されていたが、進まない研究に頭を悩ませていた。そんな彼はある日、「人間を救って欲しい」と言う人間の女性・オードリーと接触する。彼女と行動を共にする男性・ライオネルと会ったエドワードは、人間とヴァンパイア両方を救う驚くべき方法があると告げられる。

## キャスト
| 役名                     | 俳優                     | 日本語吹替 |
| ------------------------ | ------------------------ | ---------- |
| エドワード・ダルトン     | イーサン・ホーク         | 宮本充     |
| ライオネル・コーマック   | ウィレム・デフォー       | 江原正士   |
| チャールズ・ブロムリー   | サム・ニール             | 金尾哲夫   |
| オードリー・ベネット     | クローディア・カーヴァン | 五十嵐麗   |
| フランキー・ダルトン     | マイケル・ドーマン       | 綱島郷太郎 |
| アリソン・ブロムリー     | イザベル・ルーカス       | 勝島乙江   |
| クリストファー・カルーソ | ヴィンス・コロシモ       | 高瀬右光   |
| コリン・ブリッグス       | マンゴ・マッケイ         | 広田みのる |
| ジャービス・ベイコム     | クリストファー・カービイ | 遠藤大智   |
| ウェス・ターナー上院議員 | ジェイ・ラガーイア       | 堂坂晃三   |
| 警察官                   | ベン・シーマー           | 松本忍     |

- その他の日本語吹き替え：榊原奈緒子、行成とあ
- 日本語版制作スタッフ
  - 演出：岩田敦彦、翻訳：石原千麻、調整：飯村靖雄、担当：永吉栄子/木村達朗、プロデューサー：泉英次/井上由一、制作：ブロードメディア・スタジオ

## 製作
2004年11月、ライオンズゲートはマイケル・スピエリッグとピーター・スピエリッグによって書かれた『デイブレイカー』の脚本を獲得した。脚本を書いたスピエリッグ兄弟は、2003年の映画『アンデッド』で脚本と監督を務めていたこともあり、本作でも監督を担当した。 2006年9月、スピエリッグ兄弟はオーストラリアクイーンズランド州で製作を開始し、フィルム・ファイナンス・コーポレーション・オーストラリアから出資を受けた。2007年5月、主役にイーサン・ホークが、悪役にサム・ニールが選ばれた。デイブレイカーは2007年7月16日にゴールドコーストで撮影が開始された。州政府が製作予算として100万ドルを提供した。主要撮影は2007年9月に完了した。
特殊メイクはWeta Workshopが担当した。
エドワード役のイーサン・ホークは、好きではないジャンルの映画だったため最初は参加することをためらっていたが、脚本を読んで典型的なB級映画とは違うと感じエドワード役を引き受けた。

## 公開
2009年9月11日にトロント国際映画祭でプレミア上映された。2010年1月6日にイギリス、同月8日にアメリカ合衆国、同年2月4日にオーストラリアで公開された。

### 批評家の反応
Rotten Tomatoesでは132件のレビュー中67%が本作を支持し、平均点は6.1/10となった。Metacriticでは31名の批評家レビューに基づいて57点となった。 